# Tallero di Modena
Il tallero di Modena fu una tipologia di talleri coniati a Modena, quasi esclusivamente destinati al commercio estero, principalmente con il Levante.
Spesso sono il prodotto di vere e proprie speculazioni, poiché venivano coniate monete con minor contenuto di metallo prezioso.
Tale prassi era ampiamente diffusa nel '600, e diede luogo al fenomeno delle coniazioni d'imitazione ed in alcuni casi a vere e proprie truffe internazionali, come nel caso del luigino.
Solo una moneta, il tallero di Ercole III, è stata inserita nella normale circolazione del ducato, ma fu coniata solo nel 1795 e 1796.

## Storia

### Duca Cesare
Secondo i registri di zecca a Modena i primi talleri furono coniati sotto il duca Cesare (1597-1628) nel 1598. Le cronache del 1598 riportano infatti che lo zecchiere M. Paolo Salvatico coniò, tra le altre monete "Talleri coll'impronta della testa del duca Cesare". Secondo Crespellani tuttavia non si trovano monete anteriori al 1602.
Il 4 aprile 1599 un commerciante ebreo di Ferrara, tal Pietro Porto, inoltrò una supplica per battere talleri da usare nel commercio "per terre franche et heretici". In particolare Porto mise in evidenza lo straordinario lucro che questa speculazione avrebbe portato non solo a lui ma anche alla camera ducale.
Nel 1604 fu emanato un documento in cui si fissavano le caratteristiche di peso e di bontà del Tallero, che era di bolognini 8 e "comunque come quelli della Zecca di Pesaro". Sembra comunque che queste monete siano state battute in numero limitato.
Il tallero di Cesare è così descritto (Crespellani tavola IX, 78):
Dritto: CAESAR • DVX • MVT • REG • E • G • attorno al busto loricato di Cesare volto a destra con scettro nella mano destra. In esergo: millesimo
Rovescio: NOBILITAS • ESTENSIS e stella intorno allo stemma estense coronato.
Pochi anni nuova supplica, questa volta nel 24 luglio 1613, di un certo Jacopo Jodi "hebreo Levantino hummo et devot.mo Servo di V.A.S." di poter "battere in questa Cecca (sic!) di Modena" monete per il Levante. La domanda fu accettata. Di questa emissione comunque non sono note monete.

### Alfonso III
Alfonso III (1628-1629) († 1644) fu duca per pochissimo tempo. Il 24 luglio del 1629 abdicò a favore del primogenito e divenne frate. Non ha coniato.

### Francesco I
Francesco I (1629-1658), concesse il 16 agosto 1631 all'"ebreo Joseffo Teseo", zecchiere ducale, di battere, oltre ad altre monete, "Talleri, Terzi e Mezzi Talleri" sempre per il commercio con il Levante.
In un documento del 1643, con riferimento allo stesso zecchiere, Teseo (ora Gioseffo), vengono citati dei Talleri detti leonzini, ma non sono noti talleri di Francesco I con l'impronta di un leone.
È invece noto il Tallero aquilino che Francesco I fece coniare per il commercio con il Levante. Al rovescio porta l'aquila bicipite da cui il nome. Questa aquila aveva il numero 28 sul petto che secondo Crespellani doveva indicarne il valore che era pari a 28 bolognini.  Questa moneta è l'imitazione di una moneta da 28 Stüber coniata ad Emden, una libera città dell'Impero, in quel periodo.
Il Tallero aquilino fu protagonista di un episodio particolare. Nel 1656 undici casse di Talleri aquilini furono sequestrate dal legato apostolico. Due commercianti ebrei, tali David Tentori di Modena e Israele Sepilli da Firenze, avevano avuto nel 1653 la concessione di coniarli. Le monete erano state spedite ad Ancona ad un commerciante francese. Le monete erano state sequestrate perché ritenute false. Al processo fu provato invece che rispondevano alle caratteristiche richieste.
Questi talleri furono coniati in grande quantità: dal 9 ottobre 1654 al 1658 ne furono battuti 358.265 pezzi.
I talleri di Francesco I sono così descritti:
Dritto: RVET • DIVISA • CIVITAS attorno a stemma coronato. Nell'esergo 28
Rovescio: GEMINO • ROSTRO • FERIT • ET • TVETVR, intorno ad Aquila bicipite coronata. Nel petto 28

### Alfonso IV
Nel 1659, sotto Alfonso IV, (1658-1662) fu dato permesso alla coniazione di talleri leonzini con l'avvertenza che detti talleri fossero inviati non solo fuori di Stato ma anche "fuori di tutta la Cristianità in tutto e per tutto conforme al passato". Questa coniazione serviva anche a rimpinguare le casse del ducato che era in ristrettezze finanziarie a causa delle spese belliche sostenute dal padre di Alfonso.

### Francesco II
Morto Alfonso a 28 anni d'età, divenne duca il figlio Francesco (1662-1694) che aveva solo due anni; la reggenza fu presa dalla madre, Laura Martinozzi, la quale concesse, come risulta dai documenti, la coniazione di monete per il Levante, probabilmente dei Luigini. Crespellani non ne conosceva esemplari, ma ne sono conservati i conii con il millesimo 1666.
Francesco II, raggiunta la maggiore età nel 1674 a 14 anni, si trovò a dover emettere un'elevata quantità di monete. Tra le altre troviamo anche una piccola moneta per il Levante da 2,30 grammi, probabilmente un Luigino. Non sono riportati talleri coniati da questo duca.

### Rinaldo
Francesco morì senza prole e gli successe lo zio Rinaldo (1695-1737), che non coniò talleri.

### Francesco III
Anche di Francesco III (1737-1780) non risultano talleri né altre monete per il Levante.

### Ercole III
Sotto il governo di Ercole III (1780-1796 †;1803) i talleri furono coniati nel 1795 e nel 1796.
Questa moneta è l'unico tallero emesso dalla zecca di Modena che servisse alla circolazione monetaria del ducato.
Da tempo nel ducato si sentiva l'esigenza di una moneta di grande modulo. Accettate dal duca le prove di conio, fissata le caratteristiche ponderali, con un promemoria si decise di attribuire alla nuova moneta, dal valore di 10 lire modenesi, il nome di Tallero "...per evitare la confusione che s'incontrebbe se si denominasse Scudo perché di questi ve ne sono ancora in corso...".
Di questa moneta si dà conto con la notificazione del 22 dicembre 1795, a firma del Cancelliere Camerale Antonio Giovannardi:
La sovraccennata Moneta è

Tallero d'Argento da Lire dieci correnti di Modena....avente al dritto l'Effigie in mezzo Busto di S. A. S. e colla legenda: Hercules • III • D • G • Mut • Reg • Mir • ec • Dux.

Nel rovescio: l'Arma di S. A. S. con Ornati, e col Motto intorno: Dextera Domini exaltavit me col millesimo; sul Taglio, ossia grossezza della Moneta, il Motto: Mensura et Pretius

...»
Il duca è rappresentato col capo nudo volto a sinistra. Sotto il taglio del braccio le lettere P T, iniziali dell'incisore Pietro Termanini.
L'argento è a 835/1000, il diametro 28 mm ed il peso 40,5 g.
Oltre al tallero Ercole coniò anche un'altra moneta di grande modulo
Poco mesi dopo il ducato fu invaso dalle truppe francesi e la zecca fu chiusa.
Con Ercole III termina la monetazione del Ducato di Modena, Reggio e Mirandola. Dopo le guerre napoleoniche nel ducato non furono più coniate monete.